# Noctua janthe
Noctua janthe là một loài bướm đêm thuộc họ Noctuoidea. Một số tác giả xem Noctua janthe và Noctua janthina là một loài. Nó được tìm thấy ở châu Âu và Bắc Phi.
Sải cánh dài 30–40 mm. Chiều dài cánh trước là 16–20 mm. Con trưởng thành bay làm một đợt from cuối tháng 6 đến tháng 9 .
Ấu trùng ăn nhiều loài cây rụng lá, shrubs và herbaceous plants.

## Hình ảnh

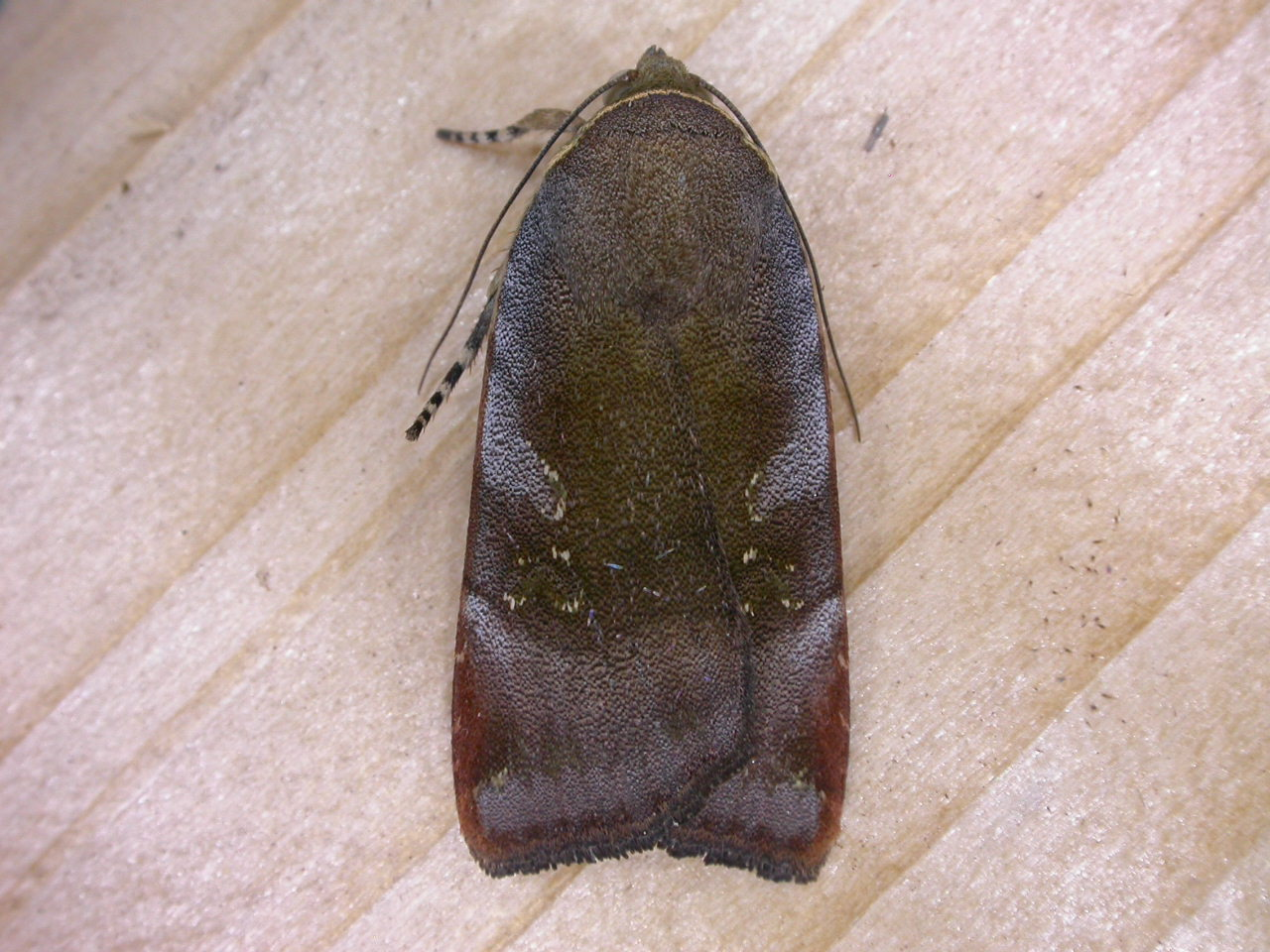
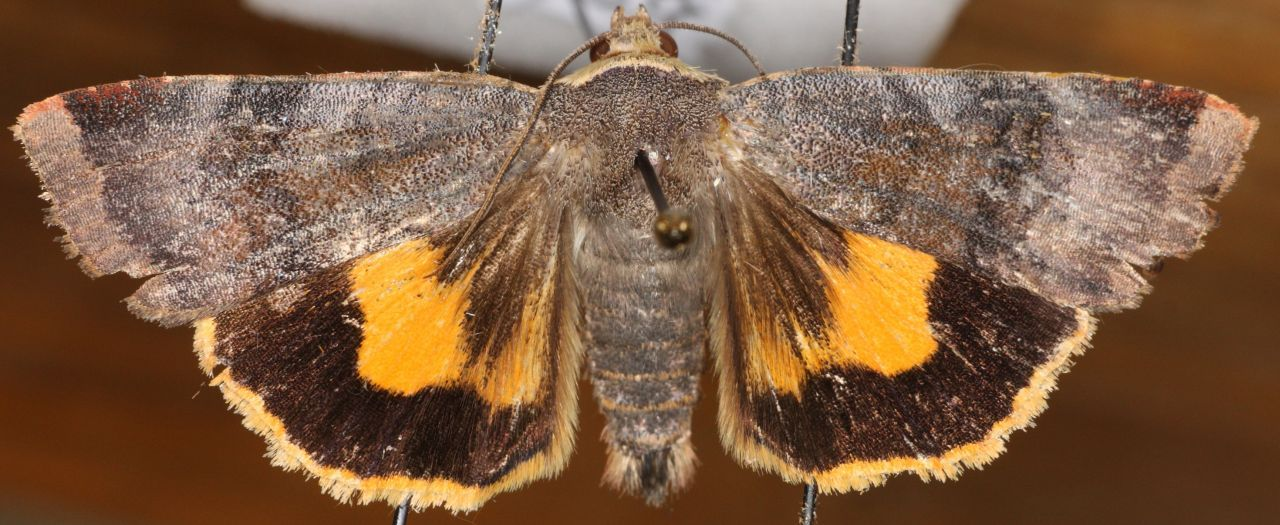
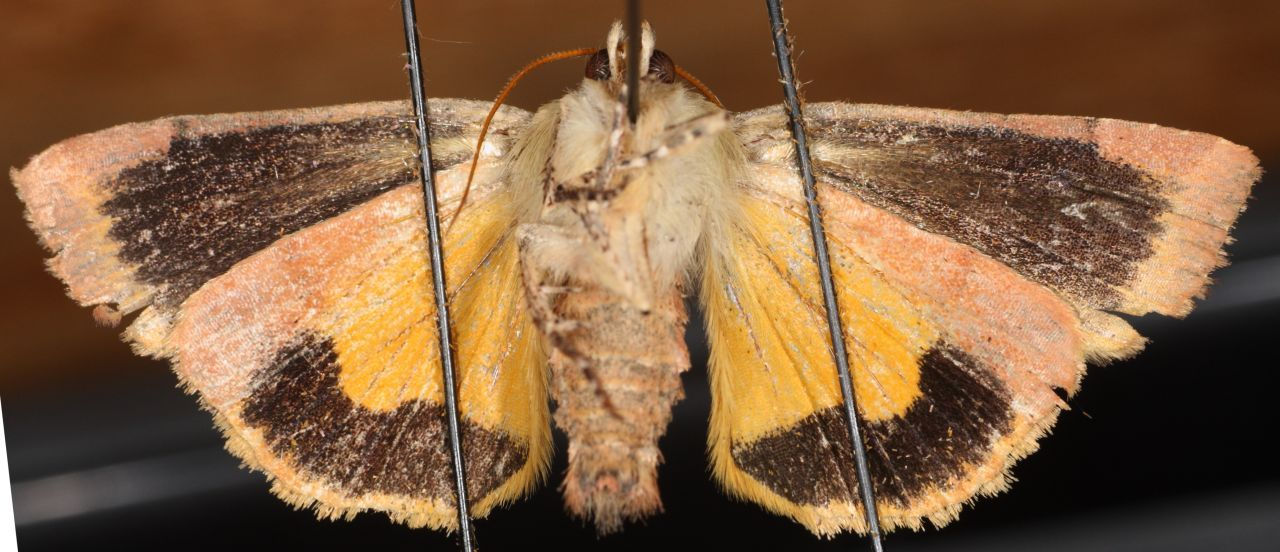
Màu sắc tương phản lớn hơn dưới cánh phía trước.
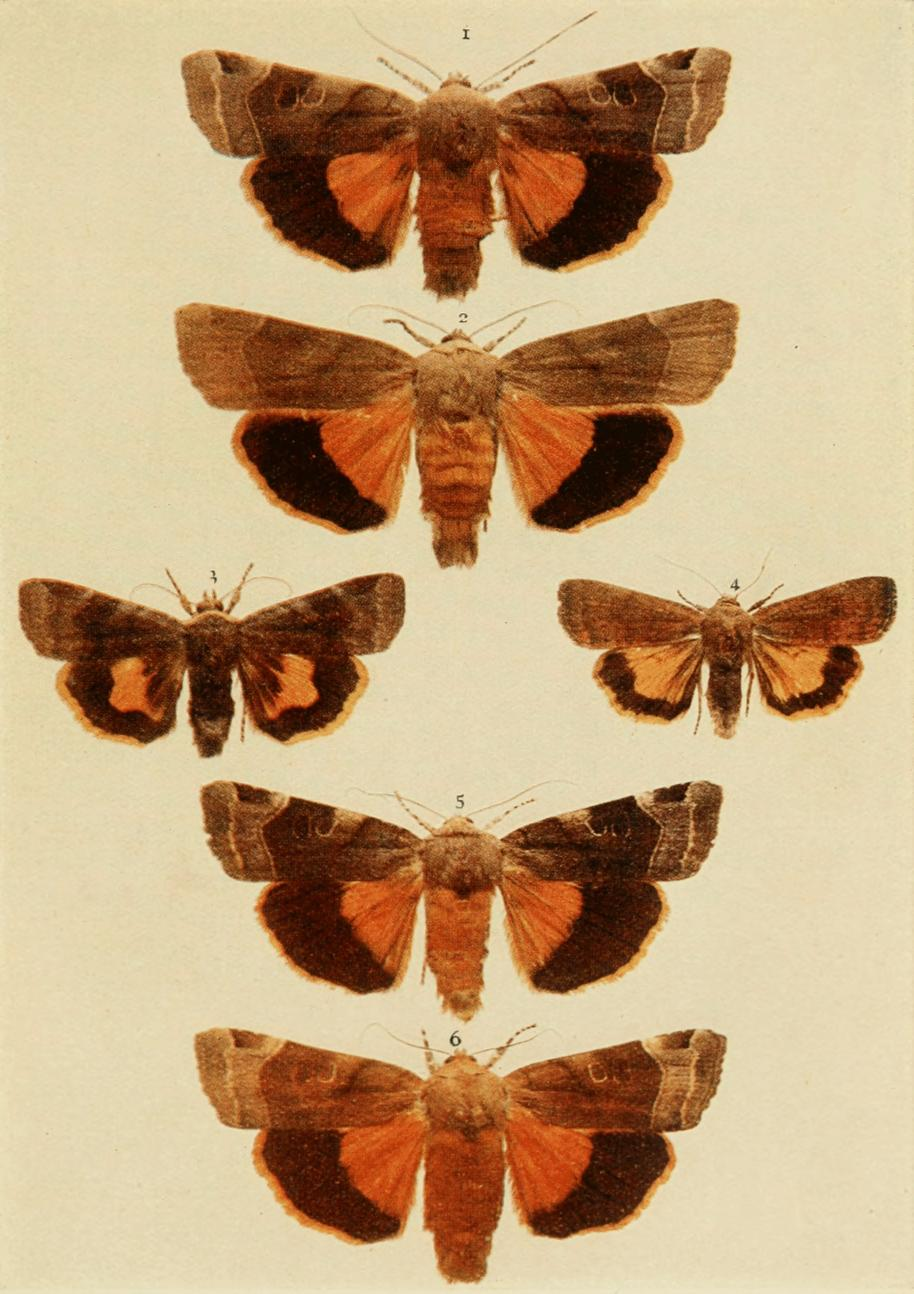